# Diego Ventaja Milán
Diego José Paulino Ventaja Milán (Ohanes, 22 de julio de 1880 – Vícar, 31 de agosto de 1936) fue un obispo español. Ocupó el cargo de obispo de Almería entre 1935 y 1936. Fue asesinado al comienzo de la guerra civil española, junto al obispo de Guadix, Manuel Medina Olmos, víctima de la persecución religiosa. Fue beatificado en Roma por Juan Pablo II en 1993. Su festividad se celebra el 31 de agosto.

## Biografía

### Primeros años
Nació en Ohanes en 1880. Su padre era herrero y la familia contaba con recursos muy limitados. En 1887, vendiendo sus aperos, marchan a Granada para reunirse con su tío materno, recovero de la abadía del Sacromonte. La llegada a Granada fue muy dura y su madre Palmira se vio en la necesidad de pedir limosna con Diego Ventaja en la puerta de la catedral de Granada, aunque finalmente pudo comenzar sus estudios en una escuela nacional. 

### Formación
En 1887 prosiguió sus estudios en la abadía del Sacromonte como fámulo al servicio del abad, por carecer de recursos económicos. Allí conoció y entabló amistad de por vida con Andrés Manjón Manjón y José Gras y Granollers. En 1892 tuvo como maestro a Manuel Medina Olmos -futuro obispo-, once años mayor que Diego y por entonces rector del Sacromonte. En el Sacro Monte cursó cuatro años de latín y de humanidades, y uno de Filosofía.  
En 1894 fue enviado a continuar sus estudios en la Pontificia Universidad Gregoriana de Roma, donde permaneció hasta 1902 y donde obtuvo tres doctorados: en Filosofía, en Sagrada Teología y en Derecho canónico. Durante su estancia en Roma fue colegial del Pontificio Colegio Español, donde tuvo como compañeros a Leopoldo Eijo Garay y a Enrique Pla y Deniel. 

### Vida sacerdotal y docente
Regresó a Granada, a la abadía del Sacromonte con carta del nuncio apostólico en España, Aristide Rinaldini, para ser ocupado en la cátedra y cargos que el rector considerara oportunos. Fue nombrado secretario de estudios y capellán de altar y coro de la iglesia de la Colegiata del Sacromonte. Los siguientes años los dedicó a la docencia, tanto para los alumnos del seminario como para los bachilleres. En 1917 fue nombrado canónigo de la Colegiata. En 1923 el arzobispo Vicente Casanova y Marzol frustra su nombramiento por los capitulares como rector del Colegio Seminario de San Dionisio Aeropagita, en sustitución de Manuel Medina Olmos, nombrando personalmente a Jesús Mérida Pérez. A esto reaccionó Diego con humildad y sumisión. A partir de 1928, nombrado ya Manuel Medina obispo de Guadix, Diego Ventaja compaginó sus ocupaciones en la Colegiata y el Seminario con la labor de delegado de las Escuelas del Ave María para niños de familias pobres. En 1933 fue nombrado presidente del Cabildo de la abadía del Sacromonte, siendo responsable de todo lo que en ésta sucedía. Su manera de proceder, aprendida en Roma, consistía en amar y dar testimonio más que en la imposición. Días después, tras las elecciones generales de España de 1933 se produjo la insurrección anarquista de diciembre de 1933 en la que fueron quemadas enteras las iglesias de San Luis y el convento de Santo Tomás de Villanueva de las Agustinas Recoletas, se prendió fuego a conventos y parroquias y fueron perseguidas a tiros las novicias de las Hermanas de Cristo Rey. Un pelotón de exaltados llegó de madrugada a las puertas de la abadía del Sacromonte, donde en su puerta encontraron a Diego, rector del colegio y presidente del Cabildo, al que reconocieron por su trabajo con las familias pobres de Granada:

-¿Qué hace Vd. aquí a estas horas? -le dijeron-.
-Esperar -les respondió con serenidad-. A que sea la hora para bajar a decir misa a las Angustias.
-Como están las cosas no puede ir solo -le respondieron.

A partir del nombramiento de Agustín Parrado García como obispo de Granada en 1934 entabló con él una gran amistad. En reconocimiento a sus muy humildes orígenes destinó una cantidad fija a pagar las cuentas de las familias necesitadas en las tiendas de Ohanes. También, como era habitual en los canónigos del Sacromonte dio misiones populares en los pueblos de Granada y Sevilla.

### Episcopado
En 1934 falleció el obispo de Almería y, ante la difícil situación de la Iglesia católica en España, se nombró obispo a Diego Ventaja. El 16 de julio de 1935 tomó posesión como obispo de Almería. Ingresó en el Sacromonte como humilde fámulo y salió de él con la dignidad episcopal.
El 7 de julio de 1936 acudió a Granada para asistir al tribunal para la beatificación y canonización de Andrés Manjón en calidad de postulador. Ante el asesinato de Calvo Sotelo, valedor de los católicos en el Parlamento, le aconsejaron permanecer en Granada, lo que rechazó con serenidad y sentido de la responsabilidad hacia su diócesis, y regresó el 16 de julio. Tras el inicio de la guerra civil española, en Almería se vivieron momentos de violencia anticlerical. En un solo día ardieron iglesias como San Roque, San Sebastián o Santo Domingo, y conventos, junto a sus enseres y archivos. El 22 de julio palacio episcopal fue incautado, y Diego se instaló en la casa del vicario en la plaza Careaga para seguir administrando la diócesis, acatando las órdenes del gobernador civil para evitar tumultos. Rechazó el ofrecimiento de un notario para sacarlo de Almería. También rechazó las tres propuestas que le formularon los ciudadanos ingleses que iban a embarcar en el HMS Basilisk con destino a Gibraltar. Alojó a Manuel Medina, obispo de Guadix y a otros sacerdotes que habían sido trasladados por la fuerza a Almería. Fueron todos trasladados a la prisión del convento de las Adoratrices en el barrio del Quemadero, donde se hacinaban religiosos, católicos practicantes, víctimas de venganzas personales y presos políticos. De ahí fueron trasladados como presos comunes a las inhabitables bodegas del mercante de mineral de hierro Astoy Mendi y obligados a palear carbón y servir la mesa en el Jaime I, sometidos a vejaciones por parte de los marineros que soportaron con resignación cristiana, sabiéndose mártires. Al alba del 31 de agosto el jefe del Comité de Presos Juan del Águila leyó la lista de la saca de diecisiete presos. Ante la alarma social ocasionada por los asesinatos de La Garrofa, en esta ocasión el camión se alejó de Almería, llegando hasta Vícar. A pocos metros de la carretera, en el barranco del Chisme, fueron fusilados y quemados dos veces, la segunda con la gasolina del autobús de línea a Berja que pararon los milicianos. La visión desde la carretera de los cuerpos calcinados hizo que la noticia del asesinato del obispo Diego Ventaja corriera por Almería con rapidez.
En 1939 los restos de los diecisiete asesinados en el barranco del Chisme fueron exhumados y enterrados en una fosa común en la capilla de san Ildefonso de la catedral de Almería. A consecuencia de la persecución religiosa durante la guerra civil española el obispado de Almería estuvo vacante hasta 1943, siendo administrada la diócesis por el arzobispo de Granada Agustín Parrado.  El 10 de octubre de 1993 fue beatificado en la plaza de San Pedro del Vaticano. En 2018 un equipo forense de la Universidad de Granada realizó la identificación varios restos, entre ellos los de Diego Ventaja. El cráneo del obispo mártir Diego Ventaja ocupa desde entonces un lugar central en la capilla de los mártires de la catedral de Almería, capilla donde también se encuentran a las reliquias de san Indalecio.